# Butterkuchen
La butterkuchen ("torta al burro" in tedesco) è un dolce tedesco.
Consiste in una pasta lievitata cotta direttamente sulla piastra da forno. Il dolce viene successivamente insaporito con burro, zucchero e mandorle. In alcuni casi, la butterkuchen viene cosparsa di pastafrolla sbriciolata (streusel).